# Marko Snoj
Marko Snoj [márko snój], slovenski jezikoslovec, indoevropeist, etimolog in pedagog, * 19. april 1959, Ljubljana, Slovenija (tedaj Jugoslavija).
Zaposlen na Inštitutu za slovenski jezik Frana Ramovša Znanstvenoraziskovalnega centra Slovenske akademije znanosti in umetnosti. Predava tudi na Oddelku za primerjalno in splošno jezikoslovje Filozofske fakultete Univerze v Ljubljani. Ustanovil je revijo Slovenski jezik / Slovene Linguistic Studies. V letih 2008-18 je bil predstojnik Inštituta za slovenski jezik Frana Ramovša ZRC SAZU. Izredni član SAZU je postal leta 2015, redni član 3. junija 2021.

## Življenje in delo
Gimnazijo je obiskoval v Šentvidu pri Ljubljani in se po maturi vpisal na Oddelek za primerjalno jezikoslovje in orientalistiko na Filozofski fakulteti v Ljubljani, kjer je leta 1982 diplomiral iz primerjalnega jezikoslovja in hetitologije. Leta 1984 je zagovarjal magisterij na temo Problem i-jevske in u-jevske barve v refleksih indoevropskih zlogotvornih sonantov n, m. r, l v baltoslovanščini. Po odsluženem vojaškem roku (leta 1985-1986, ki ga je izkoristil tudi za pridobivanje osnovnega znanja albanščine) se je lotil doktorske disertacije na temo Praslovanski z iz indoevropskega s v luči novejših akcentoloških spoznanj, ki jo je pred komisijo (mentor Bojan Čop, predsednik France Bezlaj, članica Varja Cvetko Orešnik), zagovarjal leta 1989.
Leta 1981 ga je France Bezlaj povabil k sodelovanju pri svojem Etimološkem slovarju slovenskega jezika v etimološko-onomastični sekciji Inštituta za slovenski jezik ZRC SAZU. Za to delo je napisal dobršen del etimoloških člankov, nekaj že za drugo knjigo (1982), posebno pa za tretjo (1995) in četrto (2005). Prilagodil je programsko opremo, potrebno za redakcije in natis tretje in četrte knjige, in izdelal dodatne podprogramske rešitve za zaključno peto knjigo, Kazala (2007). Za sodelovanje pri tretji knjigi Bezlajevega slovarja je prejel zlati znak ZRC SAZU. Leta 1997 je izšla prva, leta 2003 pa druga, dopolnjena izdaja njegovega poljudnoznanstvenega Slovenskega etimološkega slovarja. Leta 2015 je izšla njegova spletna različica (3. izdaja; v knjižni obliki leto zatem, 2016).
Z mnogimi nastopi na radiu in televiziji je prispeval k popularizaciji etimološke stroke. Posebnega pomena je večkrat ponovljeni niz 22 enournih oddaj Besede na TV Slovenija, ki je bil prvič predvajan od februarja do junija 1998. Leta 1998 je bil na Filozofski fakulteti v Ljubljani habilitiran za izrednega in leta 2008 za rednega profesorja za primerjalno jezikoslovje indoevropskih jezikov, kjer že od 1993 na Oddelku za primerjalno in splošno jezikoslovje predava predmet Indoevropska primerjalna slovnica: akcent in prevoj, od leta 2000 pa še Uvod v etimološko metodo in študij virov. V obdobju 2008-2018 je bil predstojnik matičnega Inštituta za slovenski jezik Frana Ramovša ZRC SAZU, na katerem je bil že leta 1999 izvoljen v naziv znanstveni svetnik. Nakoge tajnika (II.) razreda za filološke in literarne vede SAZU je opravljal v letih 2015 do 2021; od 2023 je podpredsednik SAZU za področje humanistike, družboslovja in umetnosti.
Leta 2023 je prejel Zoisovo nagrado za vrhunske znanstvene dosežke na področju slovenskega jezika.

### Mednarodna dejavnost
V letih 1986, 1987 in 1989 se je udeležil tečajev albanskega jezika v Prištini. Rezultati njegovih albanističnih prizadevanj so Kratka albanska slovnica (Ljubljana 1991), Rückläufiges Wörterbuch der albanischen Sprache (Hamburg 1994), članek o albanoloških raziskavah v Sloveniji v zborniku Studime II (Priština 1996). V sodelovanju z Rexhepom Ismajlijem pa je pripravil ponatis in prevod Miklošičevih albanističnih del z naslovom Gjurmime shqiptare / Albanische Forschungen (Priština in Ljubljana 2007) in ponatis Nahtigalovih albanističnih del z naslovom Për një gjuhë të përbashkët letrare shqipe / Über eine einheitliche albanische Schriftsprache (Priština in Ljubljana 2015).
Večkrat se je strokovno izpopolnjeval in nastopal na znanstvenih srečanjih v tujini. V letih 1988 (Göttingen) in 1991 (Prien am Chiemsee) se je udeležil tečajev nemščine v Goethe-Institutu. V študijskem letu 1991/92 se je kot Humboldtov štipendist izpopolnjeval pri indoevropeistu prof. dr. Gertu Klingenschmittu na Univerzi v Regensburgu, kjer se je osredinil na razvoj baltoslovanskih jezikov predvsem z akcentološkega vidika. Od takrat je napisal več akcentoloških razprav, objavljenih v slovenskih in v tujih revijah, ki obravnavajo vprašanja slovanske akcentologije v sodobni laringalistični luči in ob upoštevanju novih spoznanj o naravi indoevropskih akcentsko-prevojnih paradigem. V letu 1994 je kot Humboldtov štipendist raziskoval tvorbo in akcentuacijo praslovanskih nominalnih osnov ženskega spola, ki se v imenovalniku ednine končujejo na dolgi -i. Med drugim je nastopal tudi na strokovnih srečanjih v Avstriji, Belorusiji, Črni gori, Hrvaški, Kanadi, Srbiji, na Kosovu in v ZDA.
Leta 1994 je z ameriškim slavistom Marcom L. Greenbergom ustanovil mednarodno večjezično slovenistično revijo Slovenski jezik / Slovene Linguistic Studies, katere glavni urednik je bil od 1997 do leta 2006, od tedaj je do 2011 delil uredniške obveznosti s soustanoviteljem.